# توماس سميث (اقتصادي)
توماس سميث (بالإنجليزية: Thomas Smith)‏ هو اقتصادي أسترالي، ولد في 17 مايو 1958.